# هری بیدل
هری بیدل (انگلیسی: Harry Beadle؛ زادهٔ ۷ ژانویهٔ ۲۰۰۳) بازیکن فوتبال است.